# Adelaida Montañés
Adelaida (Adela) Montañés Soriano (Santander, 1839 - Ciudad de México, 20 de noviembre de 1898) fue una actriz y cantante de ópera y zarzuela española.

## Trayectoria
Fue hija de la soprano y actriz María Soriano (Madrid, ?-1865) y del tenor cómico Joaquín Montañés, y hermana de la cantante de ópera y actriz Consuelo Montañés Soriano. En 1858, con 19 años, actuó en la Calle de Jovellanos de Madrid en la zarzuela en dos actos El marques de Caravaca, con letra de Ventura de la Vega y música de Francisco Asenjo Barbieri, interpretando el papel de Rita.
Formó parte de la compañía del Teatro del Circo de Madrid y también fue contratada por el Teatro de la Zarzuela para el año cómico de 1859 a 1860. En 1859 y 1860, estrenó numerosas zarzuelas, entre ellas Una emoción de Manuel Fernández Caballero; Juan sin pena, con música del compositor Luis Arche, en marzo de 1859; y El sordo de Adolfo Adam, en abril del mismo año. En julio de 1859, participó en la temporada de compañía de ópera cómica francesa de Madame Ugalde, junto a Delphine Beaucé en el Teatro de la Zarzuela, destacando en El estreno de una artista, de Joaquín Gaztambide, junto a Dalas, Calvet y el tenor Blasco. La temporada comenzó el 8 de julio y se extendió hasta el 15 de agosto de 1859, con quince funciones de abono y cuatro extraordinarias.
También estrenó varias obras en el Teatro del Circo, entre ellas: Los dos primos de Fernández Caballero (1860); La cruz del valle de Antonio Reparaz, (1860); El magnetismo...¡animal! y El paraíso en Madrid (diciembre de1860), ambas del mismo compositor. Durante la temporada de 1861-1862, fue contratada como "primera del género cómico" en la compañía del Teatro de la Santa Cruz de Barcelona. A principios de 1861, tras nuevas escisiones en la compañía del Teatro del Circo, Montañés y su madre abandonaron el conjunto. Ambas fueron admitidas poco después en la compañía del Teatro de la Zarzuela, al igual que la actriz La Murillo.
En enero de 1862, debido a disensiones con los empresarios, Montañés se reincorporó a la compañía del Teatro del Circo de Madrid junto a su madre. Ese mismo año estrenó ¡Si yo fuera rey! de José Inzenga y La niña de nieve de Federico Reparaz. En septiembre, figuró como primera soprano cómica del Teatro del Circo de Madrid, precedida solo por Trinidad Ramos y Elisa Villó, bajo la dirección musical de Emilio Arrieta. Al año siguiente, en 1863, actuó en Málaga, dirigida por Eugenio Fernández, como única soprano cómica en el drama Marco Spada, de Eduardo Zamora y Caballero. Durante la temporada de 1864-1865, integró nuevamente la compañía del Teatro del Circo, esta vez junto a su hermana Consuelo, ambas como primeras sopranos. En 1864, estrenó Una revancha de Ignacio Agustín Campo, y en 1866, El rábano por las hojas de Francisco Asenjo Barbieri.
En 1882, viajó a México junto a un cuadro de zarzuela conformado por Julia Aced y otros artistas, acompañados por la orquesta Estudiantina Española Fígaro, bajo la empresa Cantelis. Tras la marcha de la orquesta, Montañés permaneció en el país, actuando en el Teatro Principal de México, donde alcanzó gran éxito. En 1884, interpretó el papel de Beatriz en El día y la noche, en el Teatro Arbeu y participó en otras obras. En 1885, juntó a su esposo Isidoro Pastor, director de escena y primer tenor cómico de la compañía de Luis Arcaraz, participó en numerosas funciones, entre ellas el estreno de La cisterna encantada. En 1888, actuó en el Gran Teatro Nacional de México interpretando el "Tango de la Menegilda" en la obra La Gran Vía, con gran reconocimiento. Se mantuvo activa en México al menos entre 1882 a 1891, como primera tiple cómica en los teatros Nacional, Gran Teatro y Abreu, estrenando zarzuelas de compositores mexicanos. En 1895, aún se encontraba en México, actuando como actriz de carácter.

## Reconocimientos
Montañés fue una de las sopranos cómicas más destacadas del teatro lírico madrileño en las décadas de 1850 y 1860. En 1862, su sueldo de 3.000 reales, en el Teatro del Circo fue el segundo más alto de la compañía, solo superado por Elisa Villó, lo que evidencia su prestigio profesional. Numerosas notas de prensa de la época destacaron su expresividad escénica, así como la calidad y flexibilidad de su voz, señalándola como una de las intérpretes más apreciadas del género cómico. La prensa mexicana la bautizó como "la perla de la sección cómica", reflejo del éxito que cosechó en ese país. Su participación en producciones de alto perfil como La Gran Vía en el Gran Teatro Nacional confirma su relevancia sostenida durante más de tres décadas de carrera.
El 20 de junio de 1870 se ofrece una función en el Teatro de la Zarzuela en beneficio de la primera tiple cómica doña Adela Montañés en la que, además de la compañía del Teatro, toman parte Elisa Zamacois, Consuelo Peral, Nicolás Rodríguez y Julián Giménez.